# Hypericum tomentosum
Hypericum tomentosum är en johannesörtsväxtart som beskrevs av Carl von Linné. Hypericum tomentosum ingår i släktet johannesörter, och familjen johannesörtsväxter. Inga underarter finns listade i Catalogue of Life.

## Bildgalleri

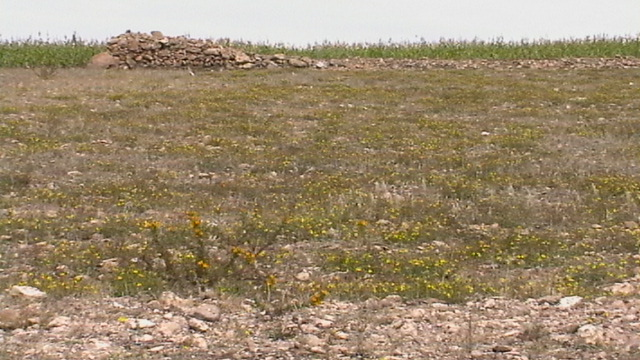
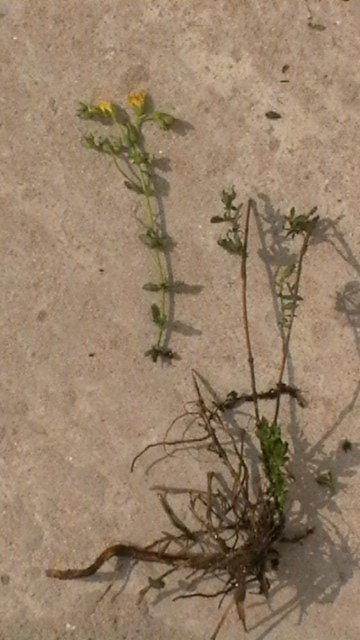
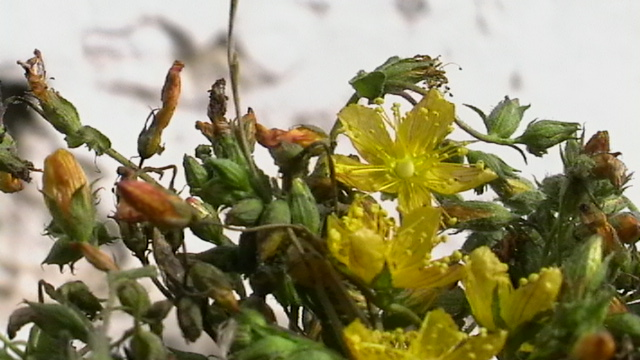
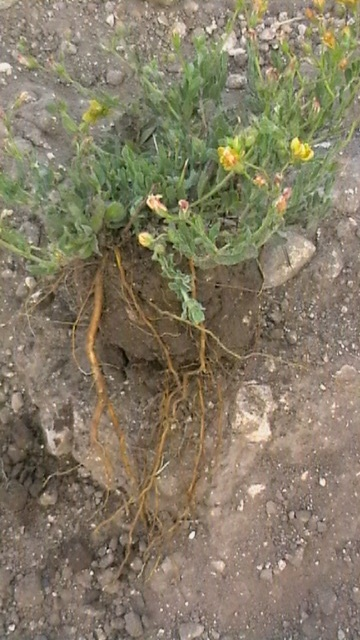
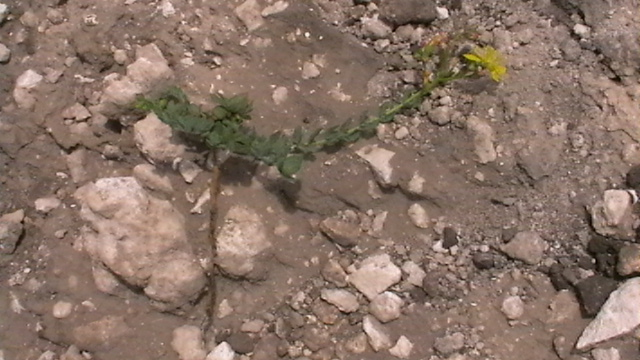
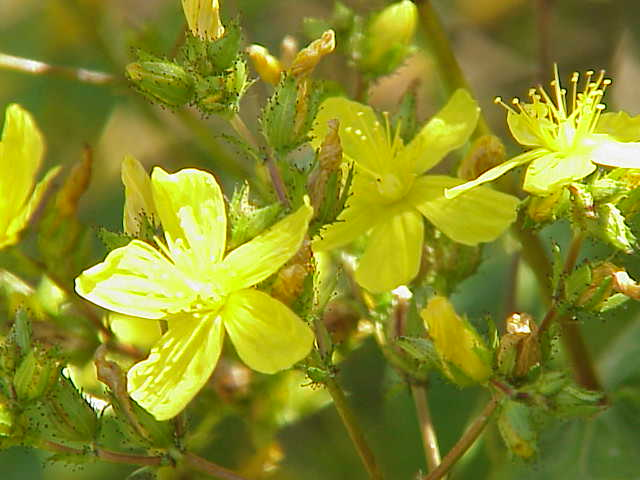